# Julöfregattfågel
Julöfregattfågel (Fregata andrewsi) är en fågel i familjen fregattfåglar inom ordningen sulfåglar.

## Utseende
Julöfregattfågeln är en mycket stor havslevande fågel med en kroppslängd på 90-100 centimeter. Den är mestadels svart med vit buk och ett blekare band på vingovansidan, och liksom alla fregattfåglar klykstjärtad. Hanen har en röd strupsäck och en liten vit fläck på buken. Näbben är lång, mörk och försedd med en liten krok längst fram. Honan har svart huvud, strupe och en sporre på sidan av bröstets övre del. Hon har vitt på halsband, bröst, buk och en sporre in på axillarerna, medan näbben är rosafärgad.
Liknande hane större fregattfågel är svart på undersidan, medan honan har sotfärgad strupe, svarta axillarer och nedre delen av buken, och ungfågeln brunvitt huvud snarare än julöfregattfågelns brungula. Mindre fregattfågel är mindre och har mörk buk i alla dräkter.

## Utbredning
Julöfregattfågeln häckar endemiskt på Julön i Indiska oceanen, men sprider sig utanför häckningstid så långt som till Sydkinesiska havet och Australien. Arten har tillfälligt setts i Japan, Indien och Vietnam.

## Levnadssätt
Arten häckar i höga träd, framför allt Terminalia catappa och Celtis timorensis. Den häckar endast vart annat år då den föder upp en enda unge. Fågeln lever främst av flygfisk och bläckfisk som den flygande plockar från vattenytan, men den är också liksom andra fregattfåglar en kleptoparasit. Häckande fåglar kan födosöka hundratals kilometer från kolonin.

## Status och hot
Julöfregattfågeln är en fåtalig art med en världspopulation på endast 2 400–5 000 vuxna individer. Den minskar också i antal, på grund av habitatförstörelse till följd av fosfatbrytning, nedsmutsning i havet, utfiskning som minskar tillgången på föda samt att den fastnar i fiskeredskap och dör. Man befarar att den införda myrarten Anoplolepis gracilipes också kan utgöra ett hot mot julöfregattfågeln. IUCN kategoriserar arten som sårbar.

## Namn
Fågelns vetenskapliga artnamn hedrar Charles William Andrews (1866-1924), brittisk paleontolog vid British Museum of Natural History och samlare av specimen på Julön 1897 och 1908.